# Croton stellatopilosus
Croton stellatopilosus är en törelväxtart som beskrevs av Hideaki Ohba. Croton stellatopilosus ingår i släktet Croton och familjen törelväxter. Inga underarter finns listade i Catalogue of Life.